# 코마츠 (토리코)
코마츠(小松)는 일본의 애니메이션 만화 토리코의 등장인물이다. 더빙판에서는 마츠로 불린다.

## 프로필
성우(일본): 박로미
성우(한국): 양정화
외모: 키 작은 단발의 남자.
능력: 뛰어난 요리실력,'멜크의 식칼',식운(식재료의 소리를 들을 수 있으며,식재료가 조리하길 원해서 빛이 난다고 한다.)
토리코의 파트너. IGO 직속 5성 레스토랑인 구루메 호텔의 요리장이고 29세이다(이 사실에 토리코도 조금 놀랐을 정도.). 귀빈을 대접할 식재료인 가라라 악어의 사냥을 토리코에게 의뢰하면서 처음 만났다. 토리코의 사냥을 보고 감탄하여 그 뒤로 식자재에 대한 궁금점을 해소 시키는 것과 희귀한 식자재를 맛보고 요리해 보기위해 토리코와 함께 여행을 하다가 토리코로부터 인정 받아 파트너가 된다. 사천왕인 토리코, 코코, 써니, 제브라등 토리코와 관련된 인물들을 거의 다 알고 있으며 후에는 써니와 제브라도 그를 파트너로 삼고싶어하는 모습을 보여주기도 했다.
요리 실력은 말할 필요 없이 일류이고 요리 도구를 다루는 것도 일류이다. 뛰어난 미각 덕분에 요리에 어떤 식재료가 쓰였는지 파악하는 것이 빠르고 정확하다. 뿐만 아니라 식재료에게 선택받는 요리인 중 한명이기도 하다. 또한 추후 이러한 능력을 이용해 여러 수많은 요리들을 만들어낸다.(차후 요리랭킹88위에올라간다)
이러한 능력은 아카시아의 풀코스 중 하나인 식왕 에어를 조리할 때도 발휘되었고,결국은 성공해냈다.
식칼
- 원래 자신의 식칼2개와를 사용하였으나, 하나는 부러져 새로운 식칼'멜크의 식칼'을 얻게 되었다.

파트너
파트너는 월 펭귄인 융